# Duales System (Interessenvertretung)
Unter dem dualen System der Interessenvertretung versteht man ein durch Betriebsverfassung und Tarifautonomie institutionalisiertes zweistufiges Konfliktregelungsverfahren zwischen Arbeitgebern und Arbeitnehmern, das für Deutschland charakteristisch ist und seine Wurzeln im kollektiven Arbeitsrecht der Weimarer Republik hat.
Dabei werden Betriebsverfassung (mit den Akteuren Betriebsrat und Management) und Tarifautonomie (mit den Akteuren Gewerkschaften und Arbeitgeberverbänden) als „Arenen“ der Konfliktaustragung begriffen, in denen nicht nur unterschiedliche Akteure auftreten, sondern auch verschiedenartige Interessen ausgehandelt und unterschiedliche Regelungsverfahren gelten. Im Rahmen der Betriebsverfassung werden beispielsweise keine Löhne und Arbeitszeiten vereinbart, diese Gegenstände bleiben den Tarifverhandlungen vorbehalten, es sei denn, die Tarifparteien erlauben den Betriebsparteien mittels sogenannter „Öffnungsklauseln“ ergänzende Vereinbarungen über diese Gegenstände abzuschließen. Arbeitskampfmittel wie Streik und Aussperrung sind auch nur im Rahmen der Tarifautonomie zulässig. Die Betriebsparteien sind zur Friedenspflicht und „vertrauensvollen Zusammenarbeit“ verpflichtet (§ 2 BetrVG). Für beide Arenen bestehen unterschiedliche Gesetzeswerke: Betriebsverfassungsgesetz einerseits, Tarifvertragsgesetz andererseits.
Der Begriff geht zurück auf die durch Ludwig von Friedeburg initiierte Gewerkschaftsforschung in den 1970er Jahren am Frankfurter Institut für Sozialforschung. In einem Beitrag zu einem englischsprachigen Sammelband wurde er von Joachim Bergmann und Walther Müller-Jentsch 1975 nachweislich erstmals verwandt. Auf dem 19. Deutschen Soziologentag 1979 in Berlin fand er dann in einem Referat von Müller-Jentsch seine theoretische Explikation.